# Tentative de meurtre
La tentative de meurtre est une infraction criminelle reconnue par plusieurs pays qui consiste à tenter de tuer une personne.  

## Droit canadien
En droit canadien, la tentative de meurtre est punie par l'article 239 (1) du Code criminel

« 239 (1) C.cr. Quiconque, par quelque moyen, tente de commettre un meurtre est coupable d’un acte criminel »

L'arrêt R. c. Ancio est un arrêt de principe concernant la tentative de meurtre. Il s'agit d'une infraction d'intention spécifique. 

## Droit français
En France, la tentative de meurtre est le fait inachevé par l'auteur du crime, de tuer une personne bien que ce dernier ait tout fait pour y parvenir ; il y a là tentative de meurtre[pas clair]. Au terme de l'article 121-5 du Code pénal français, la définition de la tentative est la suivante « La tentative est constituée dès lors que manifestée par un commencement d'exécution, elle n'a été suspendue ou n'a manqué son effet qu'en raison de circonstances indépendantes de la volonté de son auteur ». Cela suppose que dans le processus criminel ; l'iter criminis :
1) le dessein criminel est présent
2) la résolution et son extériorisation sont là
3) les actes préparatoires ayant pour objet de procurer les moyens de l'infraction sont patents
4) que les agissements du crime ayant pour conséquence directe la commission de l'infraction ont été effectués
5) mais que l'achèvement du crime est absente.